# Mont Wolff
Mons Wolff
Le mont Wolff, en latin Mons Wolff, est un relief lunaire situé en 17, −7, nommé en l'honneur du philosophe et mathématicien allemand Christian von Wolff (1679-1754). C'est un massif montagneux faisant 35 kilomètres de diamètre dans la partie sud de la chaine des Apennins.